# Idiops fossor
Idiops fossor är en spindelart som först beskrevs av Pocock 1900.  Idiops fossor ingår i släktet Idiops och familjen Idiopidae. Inga underarter finns listade i Catalogue of Life.